# Келбалиев, Гудрат Исфандияр оглы
Гудрат Исфандияр оглы Келбалиев (азерб. Qüdrət İsfəndiyar oğlu Kəlbəliyev ) — азербайджанский ученый, доктор технических наук, член-корреспондент НАНА (2001).

## Биография
Гудрат Келбалиев родился 13 ноября 1946 года в г. Нахичевань Нахичеванской АССР Азербайджанской ССР. Окончил Азербайджанский институт нефти и химии по специальности инженер-механик. Защитил диссертацию на соискание ученой степени доктора технических наук по специальности «Процессы и аппараты химической технологии», получил ученое звание профессора.
С 1999 по 2001 год работал в университете имени Инону в г. Малатья (Турция), преподавал дисциплины «Процессы и аппараты химической технологии», «Оптимизация», «Статистика», «Тепло-массоперенос».
В 2001 году избран член-корреспондентом НАНА.

## Научная деятельность
Г. И. Келбалиев — специалист по теоретическим основам химической технологии. Научные работы ученого посвящены моделированию и оптимизации процессов химической технологии и нефтепереработки:
- Оптимизация и моделирование систем теплообмена
- Моделирование нестационарных химико-технологических процессов
- Интенсификация процессов нефтепереработки.

Им был изучен тепломассоперенос в многофазных системах, межфазный теплоперенос; коагуляция и дробление дисперсных частиц в турбулентном потоке, осаждение дисперсных частиц в турбулентном потоке.
Проведен системный анализ и моделирования химических процессов методами статической физики; использование уравнений Фоккера-Планка для моделирования процессов.
Г. И. Келбалиев — автор более 170 публикаций, в том числе в таких журналах как « Теоретические основы химической технологии», «Инженерно- физический журнал», «Химическая промышленность», «Chemical Engineering Science», «Journal of dispersion Science and Technology», «Powder Technology», «Сolloid and Surface», «Chemical Engineering Communications», «Journal of Aerosol Science», «Petroleum Science And Technology», «Thermal Engineering» и др.

### Некоторые научные работы
- Келбалиев Г. И., Самедли В. М., Самедов М. М. Улучшение прочностных свойств гранул с целью интенсификации процесса гранулирования порошкообразных материалов // Химическая промышленность сегодня. — «Химпром сегодня», 2009. — С. 4–7. — ISSN 0023-110X.
- Келбалиев Г. И., Ибрагимов З. И. Коалесценция и дробление капель в изотропном турбулентном потоке (недоступная ссылка — история) // Теоретические основы химической технологии. — 2009. — Т. 43. — С. 329–336.
- Келбалиев Г. И., Гусейнов А. Ф. Интенсификация процессов теплообмена при течении дисперсных систем с осаждением твердой фазы // Инженерно-физический журнал. — "Институт тепло- и массообмена им. А.В. Лыкова НАН Беларуси, 1987. — Т. 52. — С. 252–255.
- Келбалиев Г. И., Ибрагимов З. И., Касимова Р. К. Осаждение аэрозольных частиц  в вертикальных каналах из изотропного турбулентного потока // Инженерно-физический журнал. — Институт тепло- и массообмена им. А.В. Лыкова НАН Беларуси, 2010. — Т. 83. — С. 853–861.
- Келбалиев Г. И. Теплообмен при течении многофазных систем с отложением твердой фазы. // Теоретические основы химической технологии. — Москва: «Наука» АН СССР, 1985. — Т. 19. — С. 616–621.
- Келбалиев Г. И. Аналогия и подобие нестационарных процессов конвективного тепломассопереноса // Теоретические основы химической технологии. — Москва: «Наука» АН СССР, 1990. — Т. 315. — С. 1427–1430.
- Келбалиев Г. И. Теплообмен со стенками трубы в условиях осаждений твердой фазы // Теоретические основы химической технол. — Москва: «Наука» РАН, 1997. — Т. 31. — С. 11–17.